# Sinosfären
| Sinosfären |
| --- |
| Östasiatiska Sinosfären 1993 enligt amerikanske statsvetaren Samuel P. Huntington. Östasiatisk kultur Österländsk drake. Drakar är legendariska varelser i östasiatisk mytologi och kultur. De avbildas traditionellt med lejonman, grenhorn och skäggtöm på en fyrbent fjällig ormkropp utan vingar. |

Sinosfären, siniska sfären, sinitiska sfären (av latin: Sīnae, ”Kina”), även östasiatiska kultursfären, bland flera andra namn och variationer, är kulturgeografiska namn för det kulturområde i Öst- och Sydostasien som historiskt formats av hankinesisk och konfucianistisk kultur. Området inkluderar flera land och regioner som idag huvudsakligen utgörs av Kina, Koreahalvön, Vietnam och Japan.
Begreppet Sinosfären myntades av språkvetaren James Matisoff 1990 i kontrast till Indosfären.

## Etymologi
- Wiktionary har ett uppslag om sino.
- Wiktionary har ett uppslag om sinisk.
- Wiktionary har ett uppslag om sinitisk.